# Fatubessi (Hatulia B)
Fatubessi (Fatubesse, Fatu Besi) ist ein osttimoresischer Suco im Verwaltungsamt Hatulia B (Gemeinde Ermera).

## Geographie
Fatubessi liegt im Südwesten des Verwaltungsamts Hatulia B. Nördlich liegen die Sucos Mau-Ubo und Urahou und östlich der Suco Fatubolo. Im Süden und Westen befindet sich das Verwaltungsamt Hatulia mit den Sucos Manusae, Ailelo und Aculau. Die Südgrenze bildet der Fluss Eahora, den südlichen Teil der Westgrenze der Gamerama und die Nordwestspitze von Fatubessi wird eingerahmt von den Flüssen Guradi und Acolaco. Die Flüsse gehören alle zum System des Lóis. Fatubessi hat eine Fläche von 34,95 km² und teilt sich auf in die sechs Aldeias Assulau Hautete, Lebumeo, Matanoba (Matanova), Peregrinação, Sabsoi und São Francisco.
Zwischen Guradi und Acolaco liegt das Dorf Buburia (Bubria), im Norden die Dörfer Oeleo, Tredu und Mata Nova (Matanoba), im Osten Railete und Betorema, im Süden Assulau (Asulau) und Boro (Bono) und im Westen Lebumeo und Sabsoi (Sapso). Im Zentrum liegt die große Siedlung Fatubessi, der Hauptort von Hatulia B. den östlichen Teil bildet die Siedlung Mauka. Westlich des Hauptplatzes liegt der Ortsteil Laclo. Etwas südlich davon befinden sich die Siedlungen Guiaves-Laran (Nacahun) und Hurtali (Urtali) und nördlich das Dorf Maukali.
Im Dorf Fatubessi befinden sich eine Vorschule, eine Grundschule, ein provisorischer Hubschrauberlandeplatz und eine medizinische Station. Größere Straßen, die den Suco mit der Außenwelt verbinden fehlten noch Anfang des 21. Jahrhunderts, weswegen die Wahlurnen für die Parlamentswahlen in Osttimor 2007 mit Pferden und Trägern zum Wahllokal in der Grundschule gebracht und wieder abgeholt werden mussten.

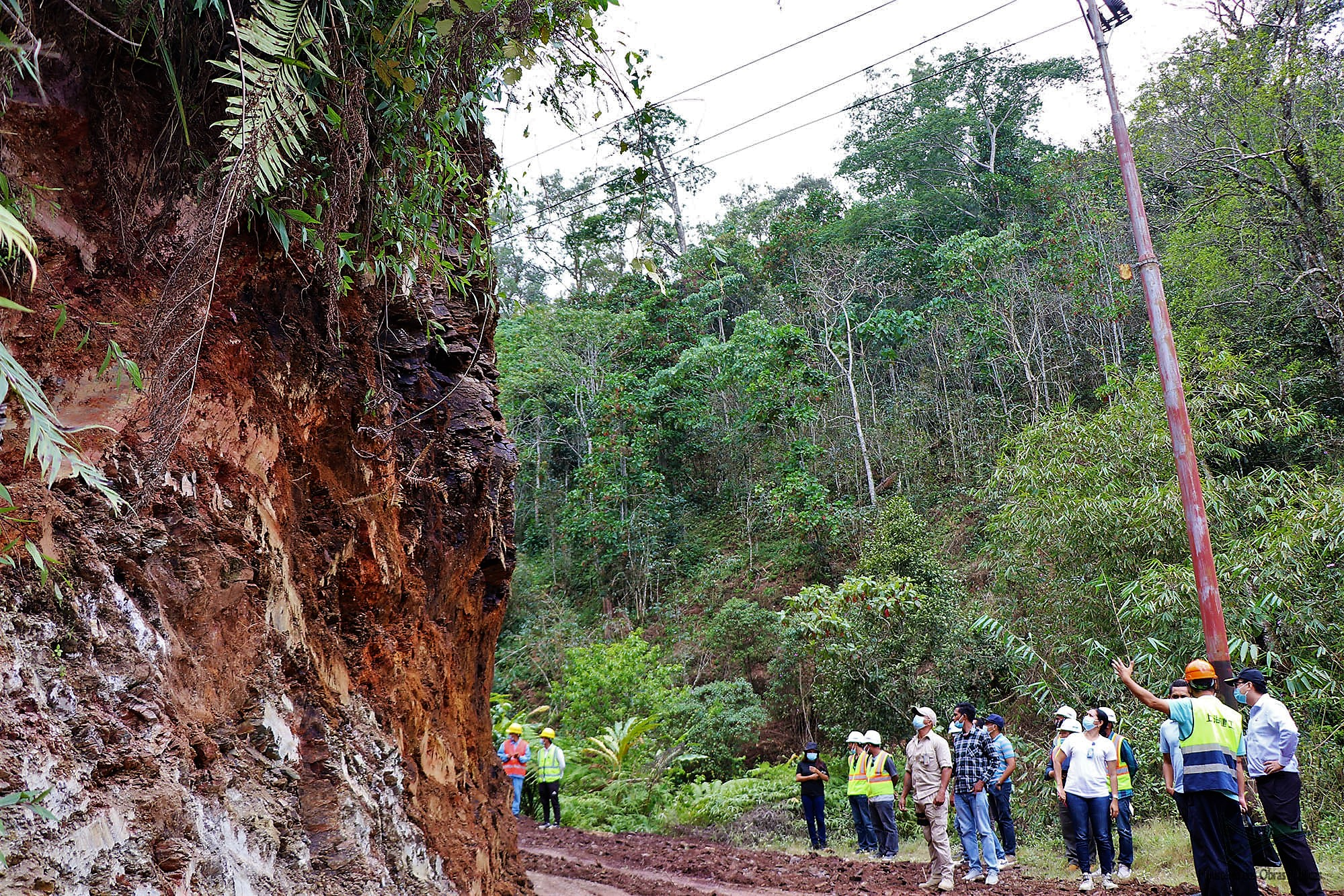
An der Straße von Fatubessi nach Ermera
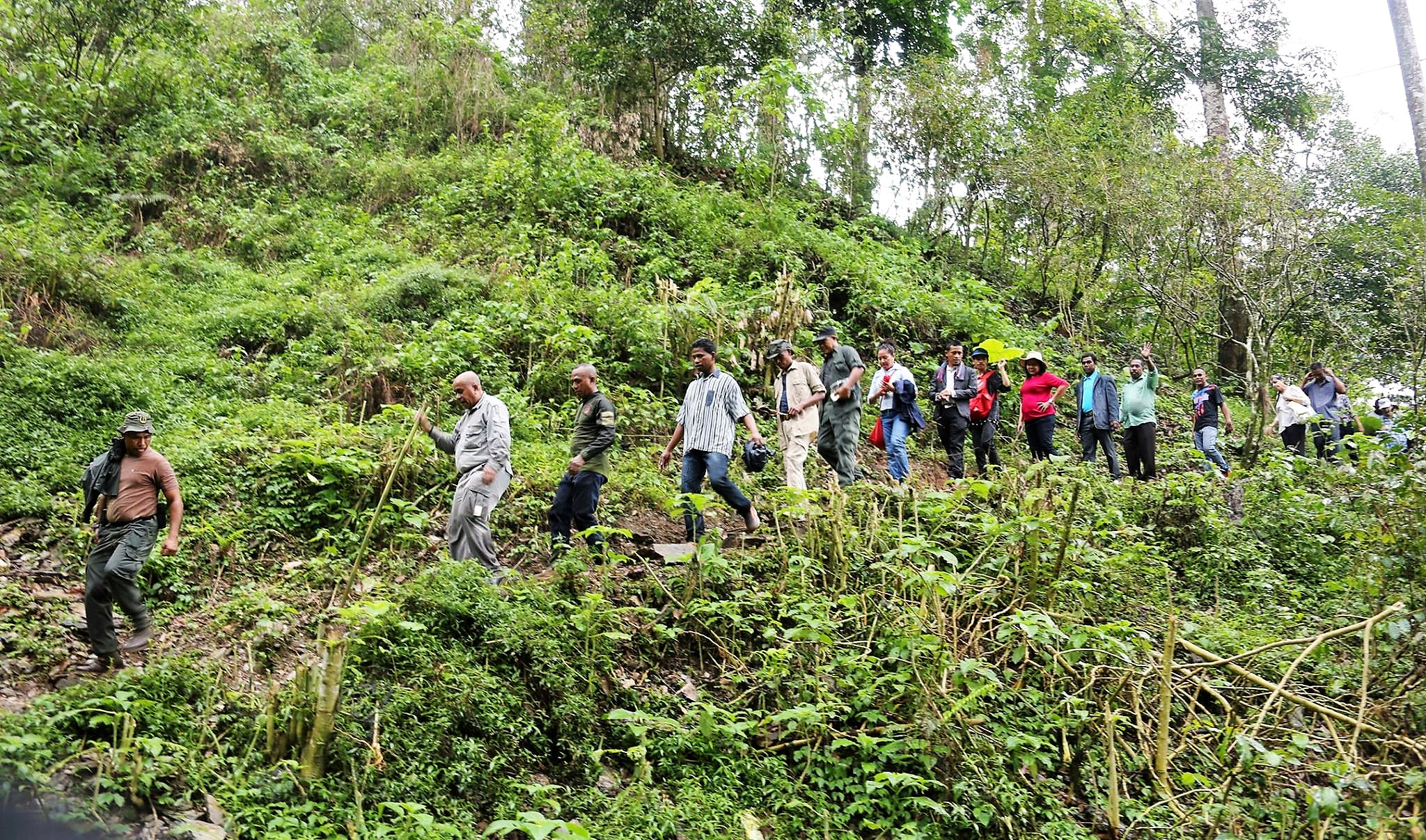
Im Hügelland

## Einwohner
In Fatubessi leben 5.582 Einwohner (2022), davon sind 2.867 Männer und 2.715 Frauen. Im Suco gibt es 846 Haushalte. Fast 99 % der Einwohner geben Tetum Prasa als ihre Muttersprache an. Kleine Minderheiten sprechen Habun oder Mambai.

## Geschichte

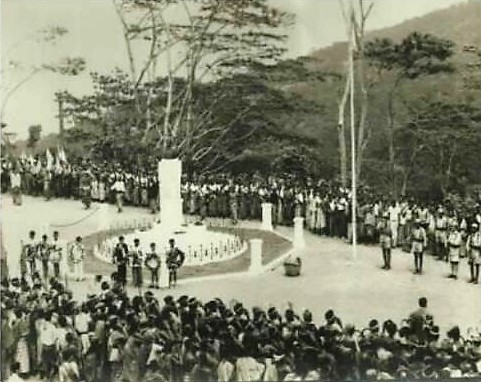
Einweihung der Bronzebüste in Fatubessi (1940)

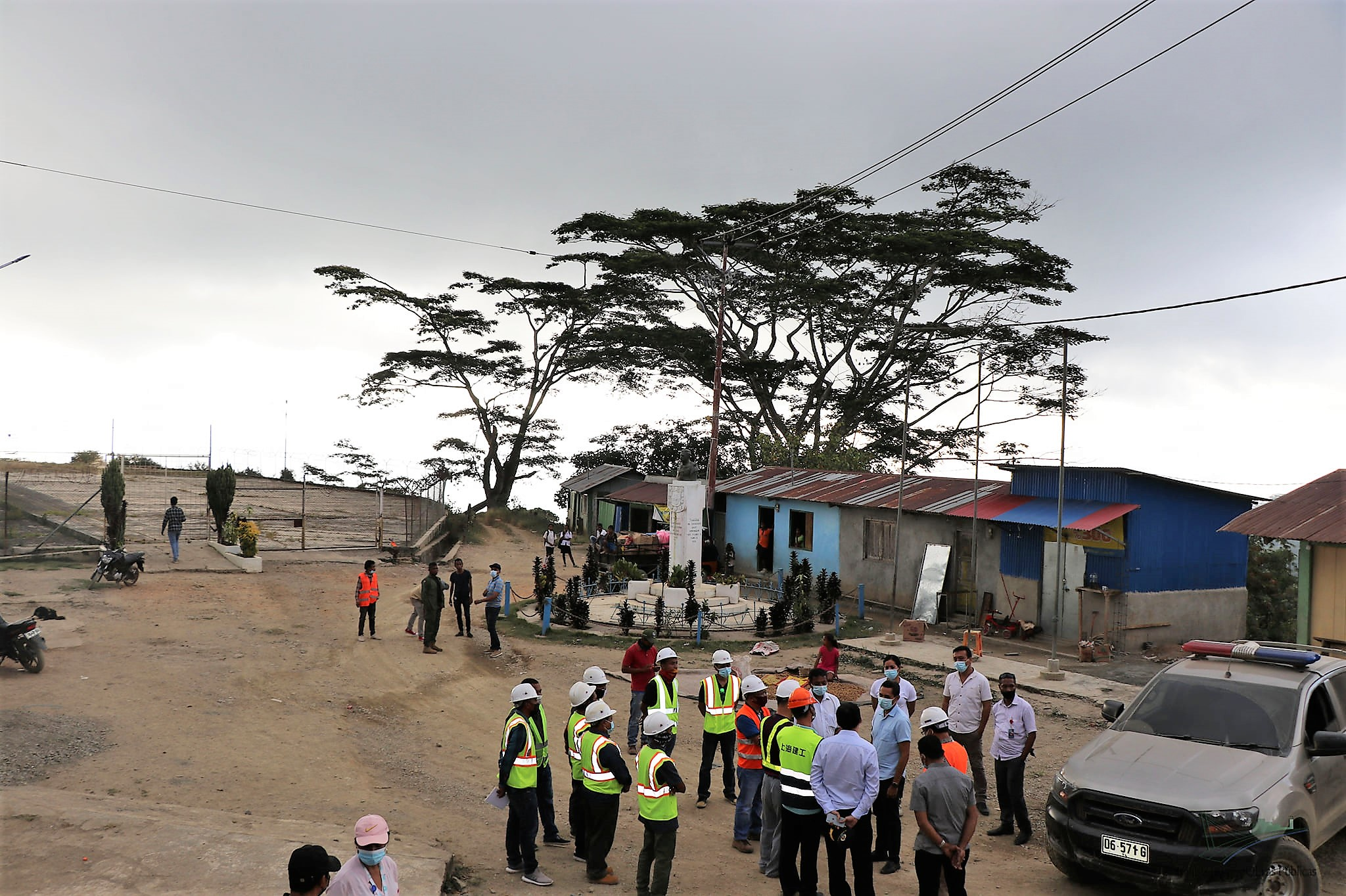
Fatubessi (2021)

Unterhalb der auf einem Hügel stehenden Kapelle Santuário de Nossa Senhora Peregrina im Ort Fatubessi steht ein Denkmal für den portugiesischen Gouverneur José Celestino da Silva (1894–1908), der in Fatubessi die Kaffeeplantagen der Sociedade Agrícola Pátria e Trabalho (SAPT) gründete. Zur Fazenda gehörten auch die Kapelle und die anderen wichtigen Gebäude des Ortes. Auch die Säule mit der Bronzebüste Silvas wurde im Januar 1940 von der Familie Silvas errichtet. Während der indonesischen Besatzung (1975–1999) wurde die Büste gestohlen und nach Westtimor verschleppt. Erst als die Bevölkerung sich beim indonesischen Gouverneur Mário Viegas Carrascalão beschwerte, wurde die Büste nach Fatubessi zurückgebracht.
1976 erreichten die indonesischen Invasoren auch die Region. In Fatubessi befand sich eine Widerstandsbasis (base de apoio ) gegen die Indonesier, die von 1976 bis 1978 bestand. Sie war das Hauptquartier für den Sector Fronteira Norte. Als der Angriff auf Fatubessi durch das indonesische Bataillon 611 begann, sollte die Bevölkerung in zwei Richtungen evakuiert werden. Einmal nach Südwesten zum Berg Taroman, zum anderen nach Südosten in Richtung Beco und dann weiter zum Berg Ucecai im gleichnamigen Suco (Verwaltungsamt Zumalai). Die erste Gruppe wurde vom indonesischen Militär im Verwaltungsamt Ermera aufgegriffen und in Fatubessi interniert. Die zweite Gruppe überquerte beim Ort Beco den Fluss Loumea und erreichte das Tiefland im Süden von Zumalai. Doch im Januar 1978 gerieten sie unter Beschuss der Indonesier am Fluss Mola. Wer in der Widerstandsbasis gefangen genommen wurde, kam in ein Transit Camp in Fatubessi, wo akuter Nahrungsmittelmangel herrschte. Der Hungertod war alltäglich.
Während der Unruhen von 1999 operierten zwischen dem 27. Januar und September in der Region die pro-indonesischen Milizen Darah Merah, Aitarak und Pancasila zusammen mit dem indonesischen Militär gegen Befürworter der Unabhängigkeit Osttimors. Zwischen dem 10. und 14. Mai wurden Fatubessi und andere Sucos der Region überfallen.

## Politik

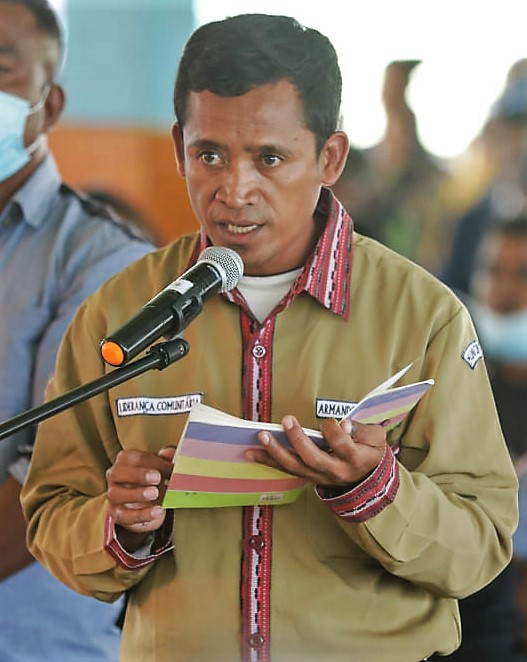
Chefe de Suco Armando de Carvalho (2020)

Bei den Wahlen von 2004/2005 wurde Olegario António da Silva zum Chefe de Suco gewählt und 2009 bestätigt. 2016 gewann Armando de Carvalho.

## Wirtschaft
Fatubessi ist eines der Kaffeeanbauzentren Osttimors. Hier entdeckte man in Mata Nova in den 1940er-Jahren den Híbrido de Timor, einen natürlichen Hybriden von Arabica- und Robusta-Kaffee, der resistent gegen Kaffeerost ist.

## Persönlichkeiten
- Gilman Exposto dos Santos (1956–2019), Politiker